# Vokov
Vokov (německy Wokow) je obec v okrese Pelhřimov v Kraji Vysočina. Žije zde 204 obyvatel.

## Název
Jméno obce je odvozeno od starobylého mužského jména Vok, v českém prostředí v pramenech doloženého již ve 12. století, a původně snad znamenalo „Vokův dvůr“.

## Historie
První písemná zmínka o obci pochází z roku 1355.

## Obyvatelstvo
| Rok            | 1869 | 1880 | 1890 | 1900 | 1910 | 1921 | 1930 | 1950 | 1961 | 1970 | 1980 | 1991 | 2001 | 2011 | 2021 |
| -------------- | ---- | ---- | ---- | ---- | ---- | ---- | ---- | ---- | ---- | ---- | ---- | ---- | ---- | ---- | ---- |
| Počet obyvatel | 143  | 157  | 136  | 160  | 169  | 163  | 152  | 115  | 109  | 96   | 71   | 51   | 68   | 108  | 197  |
| Počet domů     | 21   | 22   | 21   | 23   | 24   | 26   | 27   | 28   | 23   | 21   | 21   | 23   | 28   | 43   | 69   |

## Obecní správa
V letech 1869–1950 Vokov byl jako osada obce k Myslotínu v okrese Pelhřimov. V letech 1961–1979 byl jako část obce k Rynárci. Od 1. ledna 1980 do 23. listopadu 1990 patřil jako část města k Pelhřimovu a od 24. listopadu 1990 je samostatnou obcí.

## Pamětihodnosti
- Kaplička na návsi

## Galerie

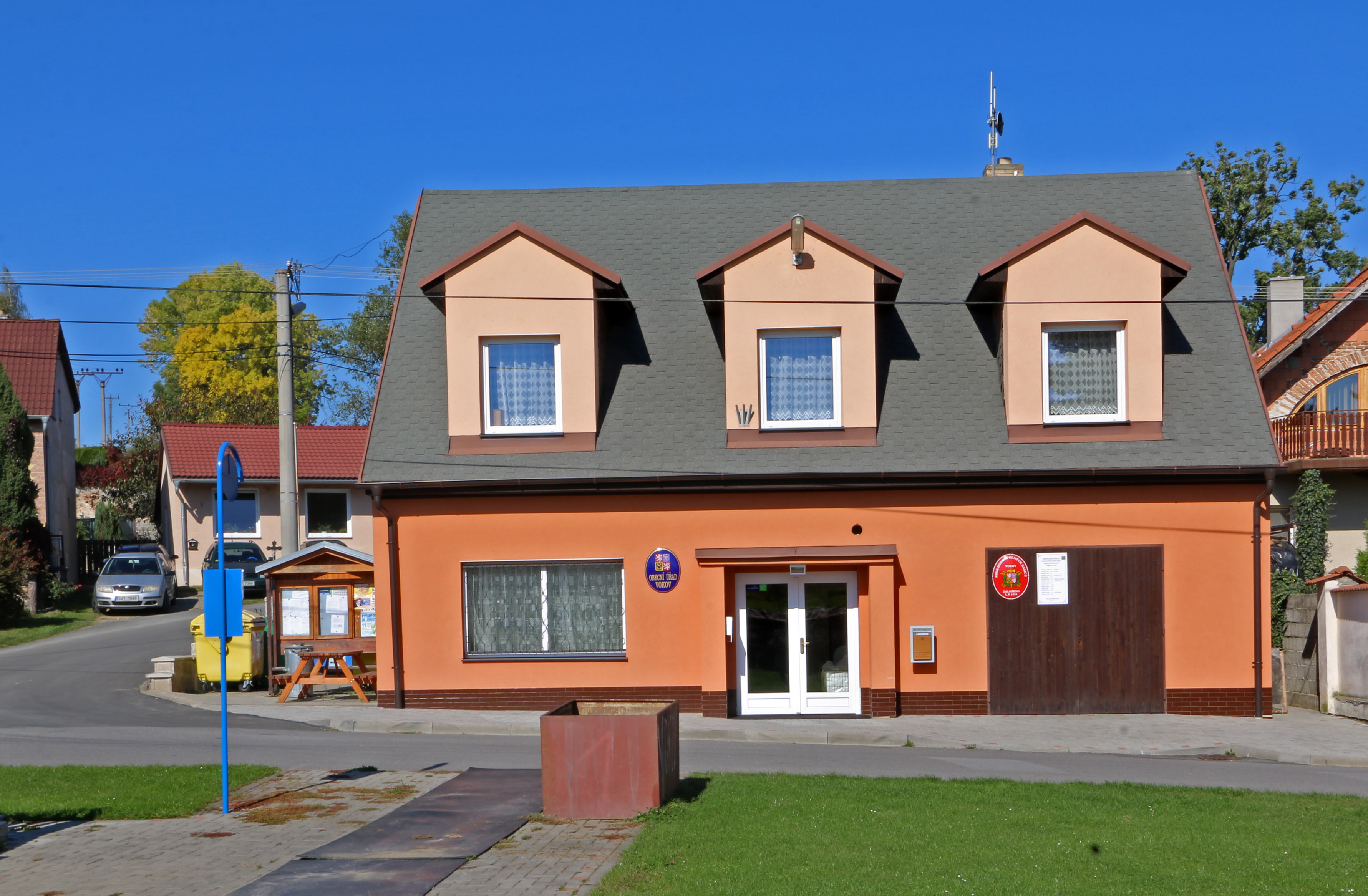
Obecní úřad
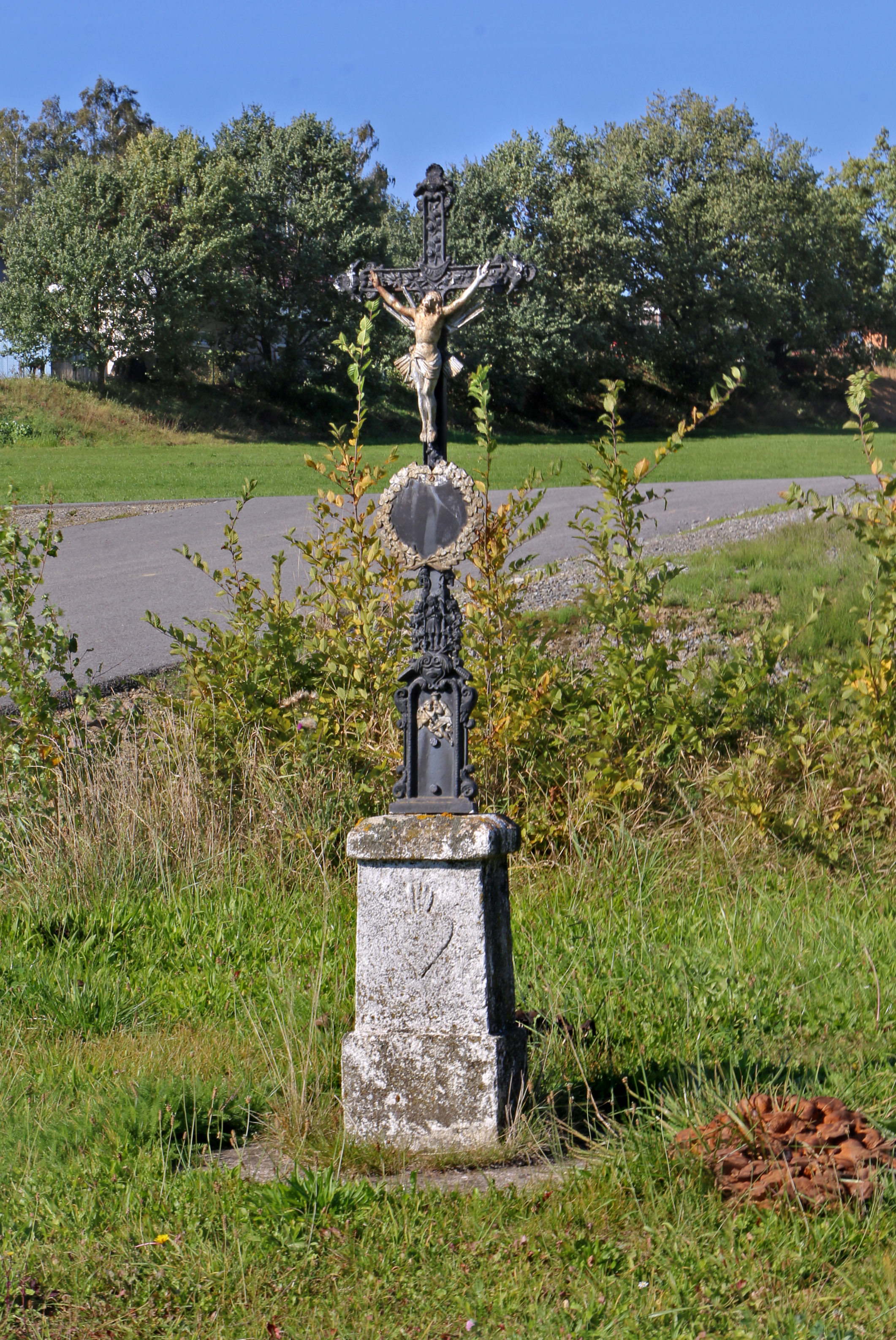
Křížek u cesty
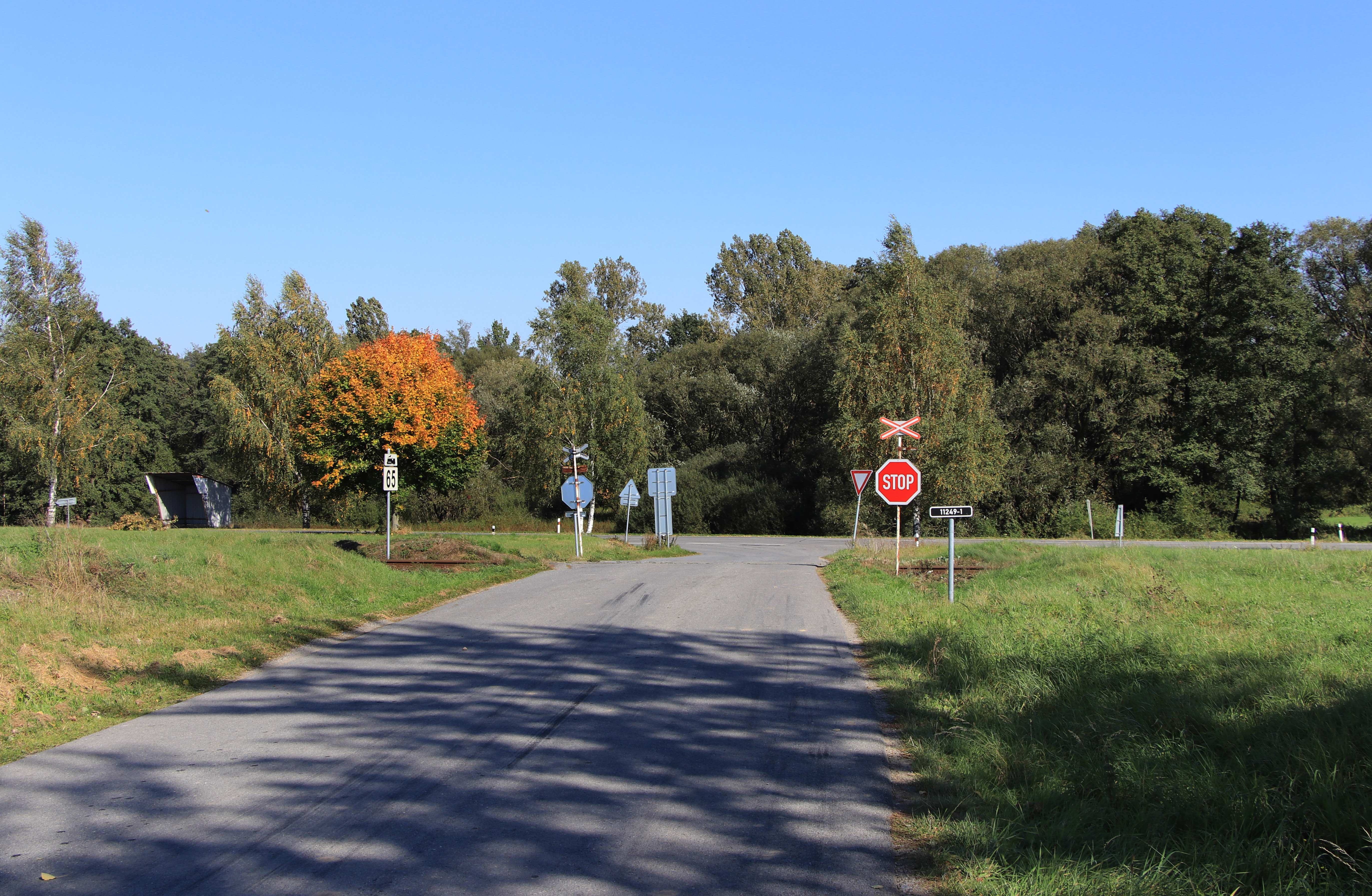
Železniční přejezd na příjezdové silnici